# 헤가와역
헤가와역(일본어: 辺川駅 へがわえき[*])은 일본 도쿠시마현 가이후군 무기정에 위치한 시코쿠 여객철도 무기 선의 철도역이다. 역 번호는 M23이며, 단선 승강장 1면 1선의 구조를 갖춘 지상역이다.

## 역 주변
- 국도 제55호선

## 역사
- 1942년 7월 1일 : 개업. 당초는 계획에 없었지만, 지역의 맹렬한 진정에 의해 설치가 결정되었다.
- 1970년 4월 1일 : 무인화.
- 1987년 4월 1일 : 일본국유철도 분할 민영화에 의해, 시코쿠 여객철도가 승계.

## 인접 역
| 시코쿠 여객철도 무기 선       | 시코쿠 여객철도 무기 선 | 시코쿠 여객철도 무기 선 |
| ----------------------------- | ----------------------- | ----------------------- |
| M 22 야마가와치 도쿠시마 방면 | 무기 선                 | 무기 M 24 가이후 방면   |